# Blija
Blija (O ficheiro de áudio "464 Blija.ogg" não foi encontrado; frísio ocidental: Blije) é uma municipalidade e cidadezinha na província da Frísia (Fryslân), no norte dos Países Baixos.
Pertence à comuna de Ferwerderadiel.

## História
Em anos passados, a aldeia era conhecida pela produção do linho.

## Personalidades ligadas à Blija
- Watse Cuperus (1891-1966), escritor